# Élections municipales de 2026 en Dordogne
Pour un article plus général, voir Élections municipales françaises de 2026.
Les élections municipales en Dordogne sont prévues en mars 2026. Cette page ne traite que les communes de 3 000 habitants et plus en Dordogne.

## Résultats à l'échelle du département

### Maires sortants et maires élus
| Commune                | Population (en 2022) | Maire sortant(e)        | Parti | Parti | Maire élu(e) | Parti | Parti |
| ---------------------- | -------------------- | ----------------------- | ----- | ----- | ------------ | ----- | ----- |
| Bassillac et Auberoche | 4 365                | Michel Beylot           |       | DVG   |              |       |       |
| Bergerac               | 26 852               | Jonathan Prioleaud      |       | DVD   |              |       |       |
| Boulazac Isle Manoire  | 10 628               | Fanny Castaignede       |       | PCF   |              |       |       |
| Brantôme en Périgord   | 3 748                | Monique Ratinaud        |       | DVD   |              |       |       |
| Champcevinel           | 3 077                | Christian Lecomte       |       | DVG   |              |       |       |
| Chancelade             | 4 442                | Pascal Serre            |       | SE    |              |       |       |
| Coulounieix-Chamiers   | 7 537                | Thierry Cipierre        |       | UDI   |              |       |       |
| Marsac-sur-l'Isle      | 3 165                | Yannick Bidaud          |       | SE    |              |       |       |
| Montpon-Ménestérol     | 5 845                | Rozenn Rouiller         |       | DVG   |              |       |       |
| Neuvic                 | 3 663                | Paulette Sicre-Doyotte  |       | DVD   |              |       |       |
| Nontron                | 3 049                | Nadine Herman-Bancaud   |       | SE    |              |       |       |
| Périgueux              | 29 876               | Émeric Lavitola         |       | PS    |              |       |       |
| Prigonrieux            | 4 362                | Olivier Dupuy           |       | SE    |              |       |       |
| Ribérac                | 3 770                | Nicolas Platon          |       | PS    |              |       |       |
| La Roche-Chalais       | 3 023                | Jean-Michel Sautreau    |       | DVG   |              |       |       |
| Saint-Astier           | 5 309                | Élisabeth Marty         |       | LR    |              |       |       |
| Sanilhac               | 4 720                | Jean-Louis Amelin       |       | SE    |              |       |       |
| Sarlat-la-Canéda       | 8 786                | Jean-Jacques de Peretti |       | SE    |              |       |       |
| Terrasson-Lavilledieu  | 6 262                | Jean Bousquet           |       | DVD   |              |       |       |
| Trélissac              | 7 319                | Francis Colbac          |       | PCF   |              |       |       |

### Résultats en nombre de maires
| Partis       | Partis                               | Maires sortants | Maires élus | Évolution |
| ------------ | ------------------------------------ | --------------- | ----------- | --------- |
|              | Divers gauche                        | 4               |             |           |
|              | Parti communiste français            | 2               |             |           |
|              | Parti socialiste                     | 2               |             |           |
| Total gauche | Total gauche                         | 8               |             |           |
|              | Divers droite                        | 4               |             |           |
|              | Les Républicains                     | 1               |             |           |
| Total droite | Total droite                         | 5               |             |           |
|              | Union des démocrates et indépendants | 1               |             |           |
| Total centre | Total centre                         | 1               |             |           |
|              | Sans étiquette                       | 6               |             |           |
| Total        | Total                                | 20              | 20          | -         |

## Résultats dans les communes de plus de 3 000 habitants

### Bassillac et Auberoche
- Maire sortant : Michel Beylot (DVG)
- 29 sièges à pourvoir au conseil municipal (population légale 2022 : 4 365 habitants)
- 6 sièges à pourvoir au conseil communautaire (Le Grand Périgueux)

| Tête de liste | Tête de liste | Parti(s) | Nuance | Premier tour | Premier tour | Second tour | Second tour | Sièges | Sièges |
| Tête de liste | Tête de liste | Parti(s) | Nuance | Voix         | %            | Voix        | %           | CM     | CC     |
| ------------- | ------------- | -------- | ------ | ------------ | ------------ | ----------- | ----------- | ------ | ------ |

### Bergerac
- Maire sortant : Jonathan Prioleaud (DVD)
- 35 sièges à pourvoir au conseil municipal (population légale 2022 : 26 852 habitants)
- 30 sièges à pourvoir au conseil communautaire (CA bergeracoise)

| Tête de liste | Tête de liste | Parti(s) | Nuance | Premier tour | Premier tour | Second tour | Second tour | Sièges | Sièges |
| Tête de liste | Tête de liste | Parti(s) | Nuance | Voix         | %            | Voix        | %           | CM     | CC     |
| ------------- | ------------- | -------- | ------ | ------------ | ------------ | ----------- | ----------- | ------ | ------ |

### Boulazac Isle Manoire
- Maire sortante : Fanny Castaignede (PCF)
- 35 sièges à pourvoir au conseil municipal (population légale 2022 : 10 628 habitants)
- 8 sièges à pourvoir au conseil communautaire (Le Grand Périgueux)

| Tête de liste | Tête de liste | Parti(s) | Nuance | Premier tour | Premier tour | Second tour | Second tour | Sièges | Sièges |
| Tête de liste | Tête de liste | Parti(s) | Nuance | Voix         | %            | Voix        | %           | CM     | CC     |
| ------------- | ------------- | -------- | ------ | ------------ | ------------ | ----------- | ----------- | ------ | ------ |

### Brantôme en Périgord
- Maire sortante : Monique Ratinaud (DVD)
- 31 sièges à pourvoir au conseil municipal (population légale 2022 : 3 748 habitants)
- 9 sièges à pourvoir au conseil communautaire (CC Dronne et Belle)

| Tête de liste | Tête de liste | Parti(s) | Nuance | Premier tour | Premier tour | Second tour | Second tour | Sièges | Sièges |
| Tête de liste | Tête de liste | Parti(s) | Nuance | Voix         | %            | Voix        | %           | CM     | CC     |
| ------------- | ------------- | -------- | ------ | ------------ | ------------ | ----------- | ----------- | ------ | ------ |

### Champcevinel
- Maire sortant : Christian Lecomte (DVG)
- 23 sièges à pourvoir au conseil municipal (population légale 2022 : 3 077 habitants)
- 2 sièges à pourvoir au conseil communautaire (Le Grand Périgueux)

| Tête de liste | Tête de liste | Parti(s) | Nuance | Premier tour | Premier tour | Second tour | Second tour | Sièges | Sièges |
| Tête de liste | Tête de liste | Parti(s) | Nuance | Voix         | %            | Voix        | %           | CM     | CC     |
| ------------- | ------------- | -------- | ------ | ------------ | ------------ | ----------- | ----------- | ------ | ------ |

### Chancelade
- Maire sortant : Pascal Serre (SE)
- 27 sièges à pourvoir au conseil municipal (population légale 2022 : 4 442 habitants)
- 3 sièges à pourvoir au conseil communautaire (Le Grand Périgueux)

| Tête de liste | Tête de liste | Parti(s) | Nuance | Premier tour | Premier tour | Second tour | Second tour | Sièges | Sièges |
| Tête de liste | Tête de liste | Parti(s) | Nuance | Voix         | %            | Voix        | %           | CM     | CC     |
| ------------- | ------------- | -------- | ------ | ------------ | ------------ | ----------- | ----------- | ------ | ------ |

### Coulounieix-Chamiers
- Maire sortant : Thierry Cipierre (UDI)
- 29 sièges à pourvoir au conseil municipal (population légale 2022 : 7 537 habitants)
- 6 sièges à pourvoir au conseil communautaire (Le Grand Périgueux)

| Tête de liste | Tête de liste | Parti(s) | Nuance | Premier tour | Premier tour | Second tour | Second tour | Sièges | Sièges |
| Tête de liste | Tête de liste | Parti(s) | Nuance | Voix         | %            | Voix        | %           | CM     | CC     |
| ------------- | ------------- | -------- | ------ | ------------ | ------------ | ----------- | ----------- | ------ | ------ |

### Marsac-sur-l'Isle
- Maire sortant : Yannick Bidaud (SE)
- 23 sièges à pourvoir au conseil municipal (population légale 2022 : 3 165 habitants)
- 2 sièges à pourvoir au conseil communautaire (Le Grand Périgueux)

| Tête de liste | Tête de liste | Parti(s) | Nuance | Premier tour | Premier tour | Second tour | Second tour | Sièges | Sièges |
| Tête de liste | Tête de liste | Parti(s) | Nuance | Voix         | %            | Voix        | %           | CM     | CC     |
| ------------- | ------------- | -------- | ------ | ------------ | ------------ | ----------- | ----------- | ------ | ------ |

### Montpon-Ménestérol
- Maire sortante : Rozenn Rouiller (DVG)
- 29 sièges à pourvoir au conseil municipal (population légale 2022 : 5 845 habitants)
- 13 sièges à pourvoir au conseil communautaire (CC Isle Double Landais)

| Tête de liste            | Tête de liste                      | Parti(s) | Nuance | Premier tour | Premier tour | Second tour | Second tour | Sièges | Sièges |
| Tête de liste            | Tête de liste                      | Parti(s) | Nuance | Voix         | %            | Voix        | %           | CM     | CC     |
| ------------------------ | ---------------------------------- | -------- | ------ | ------------ | ------------ | ----------- | ----------- | ------ | ------ |
|                          | Rozenn Rouiller[réf. nécessaire],  | DVG      |        |              |              |             |             |        |        |
|                          | Jeanine Chouzenou[réf. nécessaire] | SE       |        |              |              |             |             |        |        |
|                          | Pierre Marceteau[réf. nécessaire]  | SE       |        |              |              |             |             |        |        |
|                          |                                    |          |        |              |              |             |             |        |        |
| Exprimés                 |                                    |          |        |              |              |             |             |        |        |
| Votes blancs             |                                    |          |        |              |              |             |             |        |        |
| Votes nuls               |                                    |          |        |              |              |             |             |        |        |
| Total                    | Total                              | Total    | Total  |              | 100          |             | 100         | 29     | 13     |
| Absentions               |                                    |          |        |              |              |             |             |        |        |
| Inscrits / participation |                                    |          |        |              |              |             |             |        |        |

### Neuvic
- Maire sortante : Paulette Sicre-Doyotte (DVD)
- 27 sièges à pourvoir au conseil municipal (population légale 2022 : 3 663 habitants)
- 6 sièges à pourvoir au conseil communautaire (CC Isle Vern Salembre en Périgord)

| Tête de liste | Tête de liste | Parti(s) | Nuance | Premier tour | Premier tour | Second tour | Second tour | Sièges | Sièges |
| Tête de liste | Tête de liste | Parti(s) | Nuance | Voix         | %            | Voix        | %           | CM     | CC     |
| ------------- | ------------- | -------- | ------ | ------------ | ------------ | ----------- | ----------- | ------ | ------ |

### Nontron
- Maire sortante : Nadine Herman-Bancaud (SE)
- 23 sièges à pourvoir au conseil municipal (population légale 2022 : 3 049 habitants)
- 7 sièges à pourvoir au conseil communautaire (CC du Périgord Nontronnais)

| Tête de liste | Tête de liste | Parti(s) | Nuance | Premier tour | Premier tour | Second tour | Second tour | Sièges | Sièges |
| Tête de liste | Tête de liste | Parti(s) | Nuance | Voix         | %            | Voix        | %           | CM     | CC     |
| ------------- | ------------- | -------- | ------ | ------------ | ------------ | ----------- | ----------- | ------ | ------ |

### Périgueux
- Maire sortant : Émeric Lavitola (PS)
- 35 sièges à pourvoir au conseil municipal (population légale 2022 : 29 876 habitants)
- 21 sièges à pourvoir au conseil communautaire (Le Grand Périgueux)

| Tête de liste | Tête de liste | Parti(s) | Nuance | Premier tour | Premier tour | Second tour | Second tour | Sièges | Sièges |
| Tête de liste | Tête de liste | Parti(s) | Nuance | Voix         | %            | Voix        | %           | CM     | CC     |
| ------------- | ------------- | -------- | ------ | ------------ | ------------ | ----------- | ----------- | ------ | ------ |

### Prigonrieux
- Maire sortant : Olivier Dupuy (SE)
- 27 sièges à pourvoir au conseil municipal (population légale 2022 : 4 362 habitants)
- 4 sièges à pourvoir au conseil communautaire (CA bergeracoise)

| Tête de liste | Tête de liste | Parti(s) | Nuance | Premier tour | Premier tour | Second tour | Second tour | Sièges | Sièges |
| Tête de liste | Tête de liste | Parti(s) | Nuance | Voix         | %            | Voix        | %           | CM     | CC     |
| ------------- | ------------- | -------- | ------ | ------------ | ------------ | ----------- | ----------- | ------ | ------ |

### Ribérac
- Maire sortant : Nicolas Platon (PS)
- 27 sièges à pourvoir au conseil municipal (population légale 2022 : 3 770 habitants)
- 10 sièges à pourvoir au conseil communautaire (CC du Périgord Ribéracois)

| Tête de liste | Tête de liste | Parti(s) | Nuance | Premier tour | Premier tour | Second tour | Second tour | Sièges | Sièges |
| Tête de liste | Tête de liste | Parti(s) | Nuance | Voix         | %            | Voix        | %           | CM     | CC     |
| ------------- | ------------- | -------- | ------ | ------------ | ------------ | ----------- | ----------- | ------ | ------ |

### La Roche-Chalais
- Maire sortant : Jean-Michel Sautreau (DVG)
- 23 sièges à pourvoir au conseil municipal (population légale 2022 : 3 023 habitants)
- 11 sièges à pourvoir au conseil communautaire (CC du Pays de Saint-Aulay)

| Tête de liste | Tête de liste | Parti(s) | Nuance | Premier tour | Premier tour | Second tour | Second tour | Sièges | Sièges |
| Tête de liste | Tête de liste | Parti(s) | Nuance | Voix         | %            | Voix        | %           | CM     | CC     |
| ------------- | ------------- | -------- | ------ | ------------ | ------------ | ----------- | ----------- | ------ | ------ |

### Saint-Astier
- Maire sortante : Élisabeth Marty (LR)
- 29 sièges à pourvoir au conseil municipal (population légale 2022 : 5 309 habitants)
- 9 sièges à pourvoir au conseil communautaire (CC Isle Vern Salembre en Périgord)

| Tête de liste | Tête de liste | Parti(s) | Nuance | Premier tour | Premier tour | Second tour | Second tour | Sièges | Sièges |
| Tête de liste | Tête de liste | Parti(s) | Nuance | Voix         | %            | Voix        | %           | CM     | CC     |
| ------------- | ------------- | -------- | ------ | ------------ | ------------ | ----------- | ----------- | ------ | ------ |

### Sanilhac
- Maire sortant : Jean-Louis Amelin (SE)
- 29 sièges à pourvoir au conseil municipal (population légale 2022 : 4 720 habitants)
- 3 sièges à pourvoir au conseil communautaire (Le Grand Périgueux)

| Tête de liste | Tête de liste | Parti(s) | Nuance | Premier tour | Premier tour | Second tour | Second tour | Sièges | Sièges |
| Tête de liste | Tête de liste | Parti(s) | Nuance | Voix         | %            | Voix        | %           | CM     | CC     |
| ------------- | ------------- | -------- | ------ | ------------ | ------------ | ----------- | ----------- | ------ | ------ |

### Sarlat-la-Canéda
- Maire sortant : Jean-Jacques de Peretti (SE)
- 29 sièges à pourvoir au conseil municipal (population légale 2022 : 8 786 habitants)
- 17 sièges à pourvoir au conseil communautaire (CC Sarlat-Périgord noir)

| Tête de liste | Tête de liste | Parti(s) | Nuance | Premier tour | Premier tour | Second tour | Second tour | Sièges | Sièges |
| Tête de liste | Tête de liste | Parti(s) | Nuance | Voix         | %            | Voix        | %           | CM     | CC     |
| ------------- | ------------- | -------- | ------ | ------------ | ------------ | ----------- | ----------- | ------ | ------ |

### Terrasson-Lavilledieu
- Maire sortant : Jean Bousquet (DVD)
- 29 sièges à pourvoir au conseil municipal (population légale 2022 : 6 262 habitants)
- 14 sièges à pourvoir au conseil communautaire (CC Terrassonnais Haut Périgord Noir)

| Tête de liste | Tête de liste | Parti(s) | Nuance | Premier tour | Premier tour | Second tour | Second tour | Sièges | Sièges |
| Tête de liste | Tête de liste | Parti(s) | Nuance | Voix         | %            | Voix        | %           | CM     | CC     |
| ------------- | ------------- | -------- | ------ | ------------ | ------------ | ----------- | ----------- | ------ | ------ |

### Trélissac
- Maire sortant : Francis Colbac (PCF)
- 29 sièges à pourvoir au conseil municipal (population légale 2022 : 7 319 habitants)
- 4 sièges à pourvoir au conseil communautaire (Le Grand Périgueux)

| Tête de liste | Tête de liste | Parti(s) | Nuance | Premier tour | Premier tour | Second tour | Second tour | Sièges | Sièges |
| Tête de liste | Tête de liste | Parti(s) | Nuance | Voix         | %            | Voix        | %           | CM     | CC     |
| ------------- | ------------- | -------- | ------ | ------------ | ------------ | ----------- | ----------- | ------ | ------ |